# WebP
WebP е файлов формат на изображения, използващ компресия както със загуби, така и без загуба, и поддържа анимация и алфа прозрачност. Разработен от Google, той е предназначен да създава файлове, които са по-малки (в битове) за същото качество или с по-високо качество за същия размер, отколкото JPEG, PNG и GIF графични формати.
Форматът WebP e обявен през септември 2010 г., а поддържащата библиотека достига версия 1.0 през април 2018 г. Поддръжката за формата се увеличава през годините и към септември 2022 г. WebP се поддържа от 97% от използваните уеб браузъри по целия свят.